# Devonport, Tasmanien
Devonport är en ort i Australien. Den ligger i kommunen Devonport och delstaten Tasmanien, i den sydöstra delen av landet, omkring 210 kilometer nordväst om delstatshuvudstaden Hobart. Antalet invånare är 19 317.
Devonport är det största samhället i trakten. 
I omgivningarna runt Devonport växer i huvudsak städsegrön lövskog. Runt Devonport är det glesbefolkat, med 8 invånare per kvadratkilometer. Genomsnittlig årsnederbörd är 1 607 millimeter. Den regnigaste månaden är augusti, med i genomsnitt 221 mm nederbörd, och den torraste är januari, med 57 mm nederbörd.